# 希爾托普 (內華達州)
希爾托普（英語：Hilltop）是位於美國內華達州蘭德縣的鬼鎮。

## 歷史
希爾托普的郵局於1909年設立，其後於1931年停運。

## 地理
希爾托普所處的海拔為高於海平面1969米（即6460英呎），而該地所採用的時區為UTC-8，即太平洋时区（PST）。同時該地設有夏令時間，為UTC-8調快一小時，即UTC-7（PDT）。